# Selección femenina de voleibol de Alemania

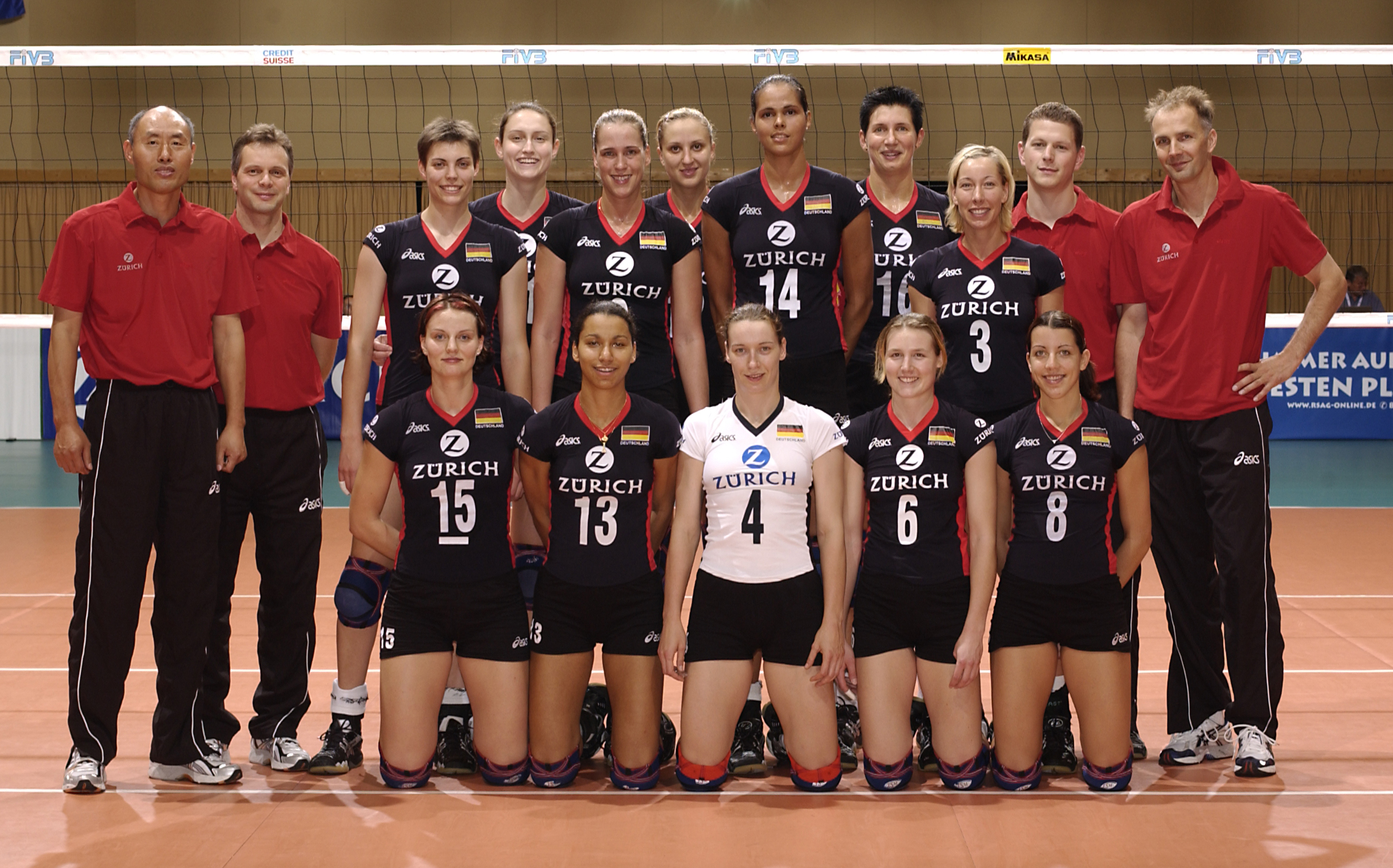
El equipo nacional de mujeres de Alemania en 2004.

La selección femenina de voleibol de Alemania es el equipo de voleibol que representa a Alemania en los campeonatos de selecciones femeninas.
Debido a la división del país, desde 1958 hasta 1989 existieron las selecciones de Alemania Occidental y Alemania Oriental. Alemania Occidental logró un décimo puesto en el Campeonato Mundial de 1960, un sexto puesto en los Juegos Olímpicos de 1984 y un octavo en 1972. Asimismo, obtuvo el quinto puesto en el Campeonato Europeo de 1983 y el sexto puesto en 1985 y 1989.
En cambio, la selección de Alemania Oriental resultó cuarta en el Campeonato Mundial de 1974 y 1986, séptima en 1956 y 1962 y octava en 1978. En los Juegos Olímpicos logró la medalla de plata en 1980, el quinto puesto en 1988 y el sexto puesto en 1976. En el Campeonato Europeo, Alemania Oriental logró el título en 1983 y 1987, el segundo puesto en 1977, 1979, 1985 y 1989, el tercero en 1975, y el cuarto en 1963, 1967 y 1981.
En 1991 pasó a existir una sola selección de Alemania, luego de la reunificación del país. Continuó obteniendo resultados similares a los que había tenido Alemania Oriental. Fue quinta en el Campeonato Mundial de 1994 y séptima en 2010. En los Juegos Olímpicos acabó sexta en 2000 y octava en 1996.
La selección de Alemania culminó tercera en el Grand Prix de 2002 y 2009, sexta en 2004 y séptima en 2003, 2012 y 2015. En la Copa Mundial fue sexta en 2011 y novena en 1991.
En el Campeonato Europeo, la selección de Alemania resultó segunda en 2001 y 2013, tercera en 1991 y 2003, y cuarta en 1995, 1999 y 2009. En la Liga Europea resultó primera en 2013 y segunda en 2014. Se encuentra en el 9° puesto en el último ranking mundial.

## Palmarés
| Competición        |   |   |   | Total |
| ------------------ | - | - | - | ----- |
| Juegos Olímpicos   | 0 | 1 | 0 | 1     |
| Campeonato Mundial | 0 | 0 | 0 | 0     |
| Campeonato Europeo | 2 | 6 | 3 | 11    |
| Grand Prix         | 0 | 0 | 2 | 2     |
| Copa del Mundo     | 0 | 0 | 0 | 0     |
| Total              | 2 | 7 | 5 | 14    |

## Resultados

### Juegos Olímpicos
Campeón       Subcampeón       Tercer puesto       Cuarto puesto
| Juegos Olímpicos como República Democrática Alemana | Juegos Olímpicos como República Democrática Alemana | Juegos Olímpicos como República Democrática Alemana | Juegos Olímpicos como República Democrática Alemana | Juegos Olímpicos como República Democrática Alemana | Juegos Olímpicos como República Democrática Alemana | Juegos Olímpicos como República Democrática Alemana | Juegos Olímpicos como República Democrática Alemana |
| Años                                                | Ronda                                               | Posición                                            | Pld                                                 | W                                                   | L                                                   | SW                                                  | SL                                                  |
| --------------------------------------------------- | --------------------------------------------------- | --------------------------------------------------- | --------------------------------------------------- | --------------------------------------------------- | --------------------------------------------------- | --------------------------------------------------- | --------------------------------------------------- |
| 1964                                                | No participó                                        | No participó                                        | No participó                                        | No participó                                        | No participó                                        | No participó                                        | No participó                                        |
| 1968                                                | No participó                                        | No participó                                        | No participó                                        | No participó                                        | No participó                                        | No participó                                        | No participó                                        |
| 1972                                                | No participó                                        | No participó                                        | No participó                                        | No participó                                        | No participó                                        | No participó                                        | No participó                                        |
| 1976                                                |                                                     | 6° puesto                                           |                                                     |                                                     |                                                     |                                                     |                                                     |
| 1980                                                | Ronda final                                         | Subcampeón                                          |                                                     |                                                     |                                                     |                                                     |                                                     |
| 1984                                                | No participó                                        | No participó                                        | No participó                                        | No participó                                        | No participó                                        | No participó                                        | No participó                                        |
| 1988                                                |                                                     | 5° puesto                                           |                                                     |                                                     |                                                     |                                                     |                                                     |
| Total                                               | 0 Títulos                                           | 3/9                                                 |                                                     |                                                     |                                                     |                                                     |                                                     |

| Juegos Olímpicos como Alemania Occidental | Juegos Olímpicos como Alemania Occidental | Juegos Olímpicos como Alemania Occidental | Juegos Olímpicos como Alemania Occidental | Juegos Olímpicos como Alemania Occidental | Juegos Olímpicos como Alemania Occidental | Juegos Olímpicos como Alemania Occidental | Juegos Olímpicos como Alemania Occidental |
| Años                                      | Ronda                                     | Posición                                  | Pld                                       | W                                         | L                                         | SW                                        | SL                                        |
| ----------------------------------------- | ----------------------------------------- | ----------------------------------------- | ----------------------------------------- | ----------------------------------------- | ----------------------------------------- | ----------------------------------------- | ----------------------------------------- |
| 1964                                      | No participó                              | No participó                              | No participó                              | No participó                              | No participó                              | No participó                              | No participó                              |
| 1968                                      | No participó                              | No participó                              | No participó                              | No participó                              | No participó                              | No participó                              | No participó                              |
| 1972                                      |                                           | 8° puesto                                 |                                           |                                           |                                           |                                           |                                           |
| 1976                                      | No participó                              | No participó                              | No participó                              | No participó                              | No participó                              | No participó                              | No participó                              |
| 1980                                      | No participó                              | No participó                              | No participó                              | No participó                              | No participó                              | No participó                              | No participó                              |
| 1984                                      |                                           | 6° puesto                                 |                                           |                                           |                                           |                                           |                                           |
| 1988                                      | No participó                              | No participó                              | No participó                              | No participó                              | No participó                              | No participó                              | No participó                              |
| Total                                     | 0 Títulos                                 | 2/9                                       |                                           |                                           |                                           |                                           |                                           |

| Resultados en el Juegos Olímpicos como Alemania | Resultados en el Juegos Olímpicos como Alemania | Resultados en el Juegos Olímpicos como Alemania | Resultados en el Juegos Olímpicos como Alemania | Resultados en el Juegos Olímpicos como Alemania | Resultados en el Juegos Olímpicos como Alemania | Resultados en el Juegos Olímpicos como Alemania | Resultados en el Juegos Olímpicos como Alemania |
| Años                                            | Ronda                                           | Posición                                        | Pld                                             | W                                               | L                                               | SW                                              | SL                                              |
| ----------------------------------------------- | ----------------------------------------------- | ----------------------------------------------- | ----------------------------------------------- | ----------------------------------------------- | ----------------------------------------------- | ----------------------------------------------- | ----------------------------------------------- |
| 1992                                            | No clasificó                                    | No clasificó                                    | No clasificó                                    | No clasificó                                    | No clasificó                                    | No clasificó                                    | No clasificó                                    |
| 1996                                            |                                                 | 8° puesto                                       |                                                 |                                                 |                                                 |                                                 |                                                 |
| 2000                                            |                                                 | 6° puesto                                       |                                                 |                                                 |                                                 |                                                 |                                                 |
| 2004                                            |                                                 | 9° puesto                                       |                                                 |                                                 |                                                 |                                                 |                                                 |
| 2008                                            | No clasificó                                    | No clasificó                                    | No clasificó                                    | No clasificó                                    | No clasificó                                    | No clasificó                                    | No clasificó                                    |
| 2012                                            | No clasificó                                    | No clasificó                                    | No clasificó                                    | No clasificó                                    | No clasificó                                    | No clasificó                                    | No clasificó                                    |
| Total                                           | 0 Títulos                                       | 3/6                                             |                                                 |                                                 |                                                 |                                                 |                                                 |

### Campeonato Mundial

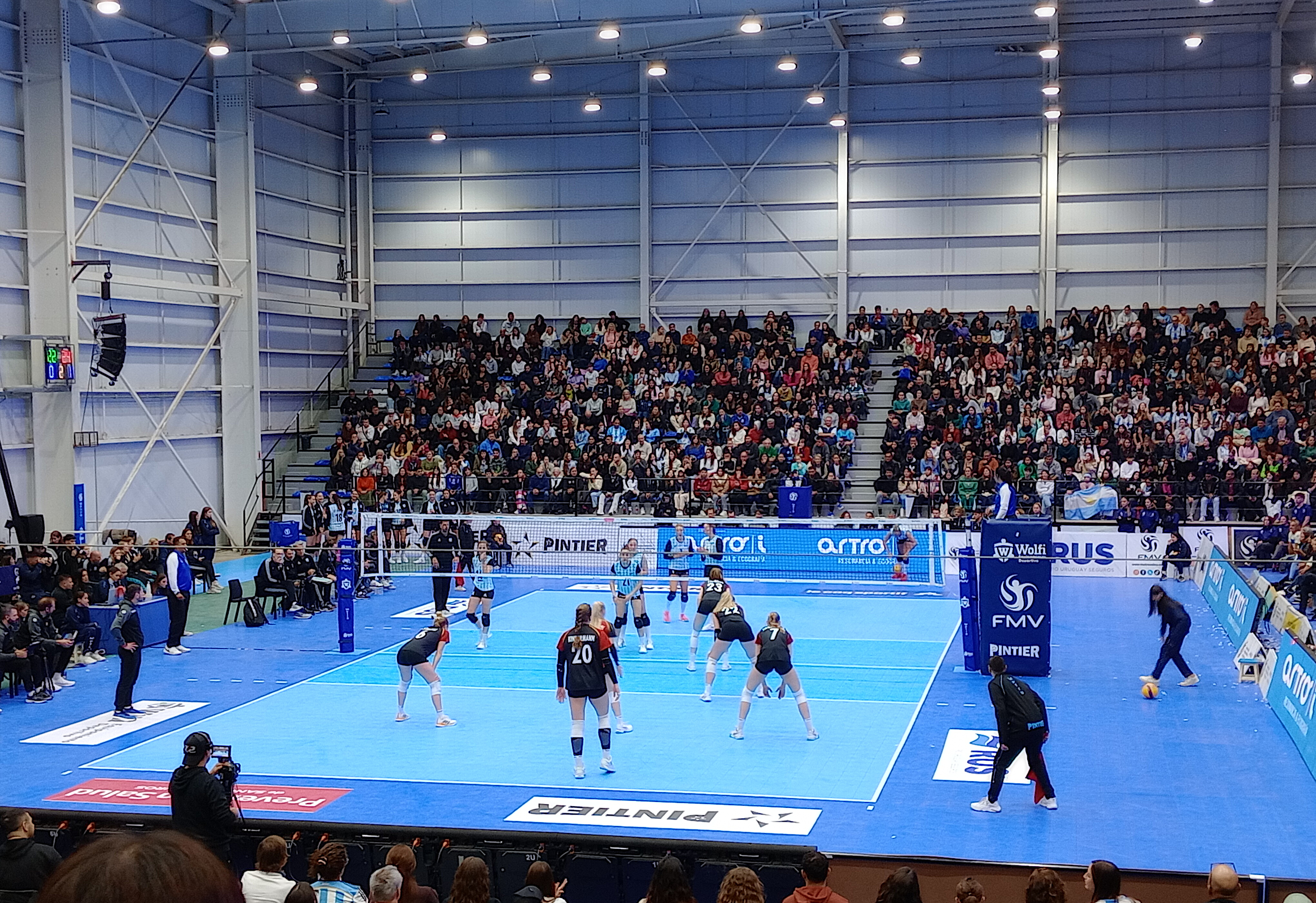
El seleccionado alemán enfrentando al argentino en un amistoso en 2025

Campeón       Subcampeón       Tercer puesto       Cuarto puesto
| Resultados en el Campeonato Mundial como República Democrática Alemana | Resultados en el Campeonato Mundial como República Democrática Alemana | Resultados en el Campeonato Mundial como República Democrática Alemana | Resultados en el Campeonato Mundial como República Democrática Alemana | Resultados en el Campeonato Mundial como República Democrática Alemana | Resultados en el Campeonato Mundial como República Democrática Alemana | Resultados en el Campeonato Mundial como República Democrática Alemana | Resultados en el Campeonato Mundial como República Democrática Alemana |
| Años                                                                   | Ronda                                                                  | Posición                                                               | Pld                                                                    | W                                                                      | L                                                                      | SW                                                                     | SL                                                                     |
| ---------------------------------------------------------------------- | ---------------------------------------------------------------------- | ---------------------------------------------------------------------- | ---------------------------------------------------------------------- | ---------------------------------------------------------------------- | ---------------------------------------------------------------------- | ---------------------------------------------------------------------- | ---------------------------------------------------------------------- |
| 1952                                                                   | No participó                                                           | No participó                                                           | No participó                                                           | No participó                                                           | No participó                                                           | No participó                                                           | No participó                                                           |
| 1956                                                                   |                                                                        | 7° puesto                                                              |                                                                        |                                                                        |                                                                        |                                                                        |                                                                        |
| 1960                                                                   | No participó                                                           | No participó                                                           | No participó                                                           | No participó                                                           | No participó                                                           | No participó                                                           | No participó                                                           |
| 1962                                                                   |                                                                        | 7° puesto                                                              |                                                                        |                                                                        |                                                                        |                                                                        |                                                                        |
| 1967                                                                   | No participó                                                           | No participó                                                           | No participó                                                           | No participó                                                           | No participó                                                           | No participó                                                           | No participó                                                           |
| 1970                                                                   |                                                                        | 10° puesto                                                             |                                                                        |                                                                        |                                                                        |                                                                        |                                                                        |
| 1974                                                                   | Semifinales                                                            | 4° puesto                                                              |                                                                        |                                                                        |                                                                        |                                                                        |                                                                        |
| 1978                                                                   |                                                                        | 8° puesto                                                              |                                                                        |                                                                        |                                                                        |                                                                        |                                                                        |
| 1982                                                                   | No clasificó                                                           | No clasificó                                                           | No clasificó                                                           | No clasificó                                                           | No clasificó                                                           | No clasificó                                                           | No clasificó                                                           |
| 1986                                                                   | Semifinales                                                            | 4° puesto                                                              |                                                                        |                                                                        |                                                                        |                                                                        |                                                                        |
| 1990                                                                   |                                                                        | 12° puesto                                                             |                                                                        |                                                                        |                                                                        |                                                                        |                                                                        |
| Total                                                                  | 0 Títulos                                                              | 7/11                                                                   |                                                                        |                                                                        |                                                                        |                                                                        |                                                                        |

| Resultados en el Campeonato Mundial como Alemania Occidental | Resultados en el Campeonato Mundial como Alemania Occidental | Resultados en el Campeonato Mundial como Alemania Occidental | Resultados en el Campeonato Mundial como Alemania Occidental | Resultados en el Campeonato Mundial como Alemania Occidental | Resultados en el Campeonato Mundial como Alemania Occidental | Resultados en el Campeonato Mundial como Alemania Occidental | Resultados en el Campeonato Mundial como Alemania Occidental |
| Años                                                         | Ronda                                                        | Posición                                                     | Pld                                                          | W                                                            | L                                                            | SW                                                           | SL                                                           |
| ------------------------------------------------------------ | ------------------------------------------------------------ | ------------------------------------------------------------ | ------------------------------------------------------------ | ------------------------------------------------------------ | ------------------------------------------------------------ | ------------------------------------------------------------ | ------------------------------------------------------------ |
| 1952                                                         | No participó                                                 | No participó                                                 | No participó                                                 | No participó                                                 | No participó                                                 | No participó                                                 | No participó                                                 |
| 1956                                                         |                                                              | 16° puesto                                                   |                                                              |                                                              |                                                              |                                                              |                                                              |
| 1960                                                         |                                                              | 10° puesto                                                   |                                                              |                                                              |                                                              |                                                              |                                                              |
| 1962                                                         |                                                              | 13° puesto                                                   |                                                              |                                                              |                                                              |                                                              |                                                              |
| 1967                                                         | No participó                                                 | No participó                                                 | No participó                                                 | No participó                                                 | No participó                                                 | No participó                                                 | No participó                                                 |
| 1970                                                         | No clasificó                                                 | No clasificó                                                 | No clasificó                                                 | No clasificó                                                 | No clasificó                                                 | No clasificó                                                 | No clasificó                                                 |
| 1974                                                         |                                                              | 19.º puesto                                                  |                                                              |                                                              |                                                              |                                                              |                                                              |
| 1978                                                         |                                                              | 18.º puesto                                                  |                                                              |                                                              |                                                              |                                                              |                                                              |
| 1982                                                         |                                                              | 14.º puesto                                                  |                                                              |                                                              |                                                              |                                                              |                                                              |
| 1986                                                         |                                                              | 13° puesto                                                   |                                                              |                                                              |                                                              |                                                              |                                                              |
| 1990                                                         |                                                              | 13° puesto                                                   |                                                              |                                                              |                                                              |                                                              |                                                              |
| Total                                                        | 0 Títulos                                                    | 8/11                                                         |                                                              |                                                              |                                                              |                                                              |                                                              |

| Resultados en el Campeonato Mundial como Alemania | Resultados en el Campeonato Mundial como Alemania | Resultados en el Campeonato Mundial como Alemania | Resultados en el Campeonato Mundial como Alemania | Resultados en el Campeonato Mundial como Alemania | Resultados en el Campeonato Mundial como Alemania | Resultados en el Campeonato Mundial como Alemania | Resultados en el Campeonato Mundial como Alemania |
| Años                                              | Ronda                                             | Posición                                          | Pld                                               | W                                                 | L                                                 | SW                                                | SL                                                |
| ------------------------------------------------- | ------------------------------------------------- | ------------------------------------------------- | ------------------------------------------------- | ------------------------------------------------- | ------------------------------------------------- | ------------------------------------------------- | ------------------------------------------------- |
| 1994                                              |                                                   | 5° puesto                                         |                                                   |                                                   |                                                   |                                                   |                                                   |
| 1998                                              |                                                   | 13° puesto                                        |                                                   |                                                   |                                                   |                                                   |                                                   |
| 2002                                              |                                                   | 10° puesto                                        |                                                   |                                                   |                                                   |                                                   |                                                   |
| 2006                                              |                                                   | 11° puesto                                        |                                                   |                                                   |                                                   |                                                   |                                                   |
| 2010                                              |                                                   | 7° puesto                                         |                                                   |                                                   |                                                   |                                                   |                                                   |
| 2014                                              |                                                   | 9° puesto                                         |                                                   |                                                   |                                                   |                                                   |                                                   |
| Total                                             | 0 Títulos                                         | 6/6                                               |                                                   |                                                   |                                                   |                                                   |                                                   |

### Copa Mundial
Campeón       Subcampeón       Tercer puesto       Cuarto puesto
| Copa Mundial | Copa Mundial   | Copa Mundial   | Copa Mundial   | Copa Mundial   | Copa Mundial   | Copa Mundial   | Copa Mundial   | Copa Mundial   |
| Años         | Ronda          | Posición       | Pld            | W              | L              | SW             | SL             | Equipo         |
| ------------ | -------------- | -------------- | -------------- | -------------- | -------------- | -------------- | -------------- | -------------- |
| 1973         | No clasificado | No clasificado | No clasificado | No clasificado | No clasificado | No clasificado | No clasificado | No clasificado |
| 1977         | No clasificado | No clasificado | No clasificado | No clasificado | No clasificado | No clasificado | No clasificado | No clasificado |
| 1981         | No clasificado | No clasificado | No clasificado | No clasificado | No clasificado | No clasificado | No clasificado | No clasificado |
| 1985         | No clasificado | No clasificado | No clasificado | No clasificado | No clasificado | No clasificado | No clasificado | No clasificado |
| 1989         |                | 6° puesto      |                |                |                |                |                | Equipo         |
| 1991         |                | 9° puesto      |                |                |                |                |                | Equipo         |
| 1995         | No clasificado | No clasificado | No clasificado | No clasificado | No clasificado | No clasificado | No clasificado | No clasificado |
| 1999         | No clasificado | No clasificado | No clasificado | No clasificado | No clasificado | No clasificado | No clasificado | No clasificado |
| 2003         | No clasificado | No clasificado | No clasificado | No clasificado | No clasificado | No clasificado | No clasificado | No clasificado |
| 2007         | No clasificado | No clasificado | No clasificado | No clasificado | No clasificado | No clasificado | No clasificado | No clasificado |
| 2011         |                | 6° puesto      |                |                |                |                |                | Equipo         |
| 2015         | No clasificado | No clasificado | No clasificado | No clasificado | No clasificado | No clasificado | No clasificado | No clasificado |
| Total        | 0 Títulos      | 3/12           |                |                |                |                |                | —              |

### Grand Prix
Campeón       Subcampeón       Tercer puesto       Cuarto puesto
| Grand Prix | Grand Prix     | Grand Prix     | Grand Prix     | Grand Prix     | Grand Prix     | Grand Prix     | Grand Prix     | Grand Prix     |
| Años       | Ronda          | Posición       | Pld            | W              | L              | SW             | SL             | Equipo         |
| ---------- | -------------- | -------------- | -------------- | -------------- | -------------- | -------------- | -------------- | -------------- |
| 1993       |                | 8° puesto      |                |                |                |                |                | Equipo         |
| 1994       |                | 10° puesto     |                |                |                |                |                | Equipo         |
| 1995       |                | 8° puesto      |                |                |                |                |                | Equipo         |
| 1996       | No clasificado | No clasificado | No clasificado | No clasificado | No clasificado | No clasificado | No clasificado | No clasificado |
| 1997       | No clasificado | No clasificado | No clasificado | No clasificado | No clasificado | No clasificado | No clasificado | No clasificado |
| 1998       | No clasificado | No clasificado | No clasificado | No clasificado | No clasificado | No clasificado | No clasificado | No clasificado |
| 1999       | No clasificado | No clasificado | No clasificado | No clasificado | No clasificado | No clasificado | No clasificado | No clasificado |
| 2000       | No clasificado | No clasificado | No clasificado | No clasificado | No clasificado | No clasificado | No clasificado | No clasificado |
| 2001       |                | 8° puesto      |                |                |                |                |                | Equipo         |
| 2002       | Semifinales    | 3° puesto      |                |                |                |                |                | Equipo         |
| 2003       |                | 7° puesto      |                |                |                |                |                | Equipo         |
| 2004       |                | 6° puesto      |                |                |                |                |                | Equipo         |
| 2005       |                | 10° puesto     |                |                |                |                |                | Equipo         |
| 2006       | No clasificado | No clasificado | No clasificado | No clasificado | No clasificado | No clasificado | No clasificado | No clasificado |
| 2007       | No clasificado | No clasificado | No clasificado | No clasificado | No clasificado | No clasificado | No clasificado | No clasificado |
| 2008       |                | 8° puesto      |                |                |                |                |                | Equipo         |
| 2009       | Semifinales    | 3° puesto      |                |                |                |                |                | Equipo         |
| 2010       |                | 9° puesto      |                |                |                |                |                | Equipo         |
| 2011       |                | 13° puesto     |                |                |                |                |                | Equipo         |
| 2012       |                | 7° puesto      |                |                |                |                |                | Equipo         |
| 2013       |                | 11° puesto     |                |                |                |                |                | Equipo         |
| 2014       |                | 10° puesto     |                |                |                |                |                | Equipo         |
| 2015       |                | 7° puesto      |                |                |                |                |                | Equipo         |
| 2016       |                | 12° puesto     |                |                |                |                |                | Equipo         |
| Total      | 0 Títulos      |                |                |                |                |                |                | —              |

### Campeonato Europeo
Campeón       Subcampeón       Tercer puesto       Cuarto puesto
| Campeonato Europeo como República Democrática Alemana | Campeonato Europeo como República Democrática Alemana | Campeonato Europeo como República Democrática Alemana | Campeonato Europeo como República Democrática Alemana | Campeonato Europeo como República Democrática Alemana | Campeonato Europeo como República Democrática Alemana | Campeonato Europeo como República Democrática Alemana | Campeonato Europeo como República Democrática Alemana |
| Años                                                  | Ronda                                                 | Posición                                              | Pld                                                   | W                                                     | L                                                     | SW                                                    | SL                                                    |
| ----------------------------------------------------- | ----------------------------------------------------- | ----------------------------------------------------- | ----------------------------------------------------- | ----------------------------------------------------- | ----------------------------------------------------- | ----------------------------------------------------- | ----------------------------------------------------- |
| 1949                                                  | No participó                                          | No participó                                          | No participó                                          | No participó                                          | No participó                                          | No participó                                          | No participó                                          |
| 1950                                                  | No participó                                          | No participó                                          | No participó                                          | No participó                                          | No participó                                          | No participó                                          | No participó                                          |
| 1951                                                  | No participó                                          | No participó                                          | No participó                                          | No participó                                          | No participó                                          | No participó                                          | No participó                                          |
| 1955                                                  | No participó                                          | No participó                                          | No participó                                          | No participó                                          | No participó                                          | No participó                                          | No participó                                          |
| 1958                                                  |                                                       | 8° puesto                                             |                                                       |                                                       |                                                       |                                                       |                                                       |
| 1963                                                  | Semifinales                                           | 4° puesto                                             |                                                       |                                                       |                                                       |                                                       |                                                       |
| 1967                                                  | Semifinales                                           | 4° puesto                                             |                                                       |                                                       |                                                       |                                                       |                                                       |
| 1971                                                  |                                                       | 6° puesto                                             |                                                       |                                                       |                                                       |                                                       |                                                       |
| 1975                                                  | Semifinales                                           | 3° puesto                                             |                                                       |                                                       |                                                       |                                                       |                                                       |
| 1977                                                  | Ronda final                                           | Subcampeón                                            |                                                       |                                                       |                                                       |                                                       |                                                       |
| 1979                                                  | Ronda final                                           | Subcampeón                                            |                                                       |                                                       |                                                       |                                                       |                                                       |
| 1981                                                  | Semifinales                                           | 4° puesto                                             |                                                       |                                                       |                                                       |                                                       |                                                       |
| 1983                                                  | Ronda final                                           | Campeón                                               |                                                       |                                                       |                                                       |                                                       |                                                       |
| 1985                                                  | Ronda final                                           | Subcampeón                                            |                                                       |                                                       |                                                       |                                                       |                                                       |
| 1987                                                  | Ronda final                                           | Campeón                                               |                                                       |                                                       |                                                       |                                                       |                                                       |
| 1989                                                  | Ronda final                                           | Subcampeón                                            |                                                       |                                                       |                                                       |                                                       |                                                       |
| Total                                                 | 2 Títulos                                             | 12/16                                                 |                                                       |                                                       |                                                       |                                                       |                                                       |

| Campeonato Europeo como Alemania Occidental | Campeonato Europeo como Alemania Occidental | Campeonato Europeo como Alemania Occidental | Campeonato Europeo como Alemania Occidental | Campeonato Europeo como Alemania Occidental | Campeonato Europeo como Alemania Occidental | Campeonato Europeo como Alemania Occidental | Campeonato Europeo como Alemania Occidental |
| Años                                        | Ronda                                       | Posición                                    | Pld                                         | W                                           | L                                           | SW                                          | SL                                          |
| ------------------------------------------- | ------------------------------------------- | ------------------------------------------- | ------------------------------------------- | ------------------------------------------- | ------------------------------------------- | ------------------------------------------- | ------------------------------------------- |
| 1949                                        | No participó                                | No participó                                | No participó                                | No participó                                | No participó                                | No participó                                | No participó                                |
| 1950                                        | No participó                                | No participó                                | No participó                                | No participó                                | No participó                                | No participó                                | No participó                                |
| 1951                                        | No participó                                | No participó                                | No participó                                | No participó                                | No participó                                | No participó                                | No participó                                |
| 1955                                        | No participó                                | No participó                                | No participó                                | No participó                                | No participó                                | No participó                                | No participó                                |
| 1958                                        |                                             | 10° puesto                                  |                                             |                                             |                                             |                                             |                                             |
| 1963                                        |                                             | 11° puesto                                  |                                             |                                             |                                             |                                             |                                             |
| 1967                                        |                                             | 10° puesto                                  |                                             |                                             |                                             |                                             |                                             |
| 1971                                        |                                             | 10° puesto                                  |                                             |                                             |                                             |                                             |                                             |
| 1975                                        |                                             | 10° puesto                                  |                                             |                                             |                                             |                                             |                                             |
| 1977                                        |                                             | 8° puesto                                   |                                             |                                             |                                             |                                             |                                             |
| 1979                                        |                                             | 9° puesto                                   |                                             |                                             |                                             |                                             |                                             |
| 1981                                        |                                             | 10° puesto                                  |                                             |                                             |                                             |                                             |                                             |
| 1983                                        |                                             | 5° puesto                                   |                                             |                                             |                                             |                                             |                                             |
| 1985                                        |                                             | 6° puesto                                   |                                             |                                             |                                             |                                             |                                             |
| 1987                                        |                                             | 9° puesto                                   |                                             |                                             |                                             |                                             |                                             |
| 1989                                        |                                             | 6° puesto                                   |                                             |                                             |                                             |                                             |                                             |
| Total                                       | 0 Títulos                                   | 12/16                                       |                                             |                                             |                                             |                                             |                                             |

| Campeonato Europeo como Alemania | Campeonato Europeo como Alemania | Campeonato Europeo como Alemania | Campeonato Europeo como Alemania | Campeonato Europeo como Alemania | Campeonato Europeo como Alemania | Campeonato Europeo como Alemania | Campeonato Europeo como Alemania |
| Años                             | Ronda                            | Posición                         | Pld                              | W                                | L                                | SW                               | SL                               |
| -------------------------------- | -------------------------------- | -------------------------------- | -------------------------------- | -------------------------------- | -------------------------------- | -------------------------------- | -------------------------------- |
| 1991                             | Semifinales                      | 3° puesto                        |                                  |                                  |                                  |                                  |                                  |
| 1993                             |                                  | 5° puesto                        |                                  |                                  |                                  |                                  |                                  |
| 1995                             | Semifinales                      | 4° puesto                        |                                  |                                  |                                  |                                  |                                  |
| 1997                             |                                  | 9° puesto                        |                                  |                                  |                                  |                                  |                                  |
| 1999                             | Semifinales                      | 4° puesto                        |                                  |                                  |                                  |                                  |                                  |
| 2001                             |                                  | 9° puesto                        |                                  |                                  |                                  |                                  |                                  |
| 2003                             | Semifinales                      | 3° puesto                        |                                  |                                  |                                  |                                  |                                  |
| 2005                             |                                  | 11° puesto                       |                                  |                                  |                                  |                                  |                                  |
| / 2007                           |                                  | 6° puesto                        |                                  |                                  |                                  |                                  |                                  |
| 2009                             | Semifinales                      | 4° puesto                        |                                  |                                  |                                  |                                  |                                  |
| / 2011                           | Ronda final                      | Subcampeón                       |                                  |                                  |                                  |                                  |                                  |
| / 2013                           | Ronda final                      | Subcampeón                       |                                  |                                  |                                  |                                  |                                  |
| / 2015                           |                                  | Clasificado                      |                                  |                                  |                                  |                                  |                                  |
| Total                            | 0 Títulos                        | 13/13                            |                                  |                                  |                                  |                                  |                                  |

## Equipo actual
La siguiente es la lista de  Alemania en el Campeonato Mundial de Voleibol Femenino de 2014.
Director Técnico:  Giovanni Guidetti
| N.º | Nombre               | Cumpleaños           | Altura | Peso  | Ataque  | Bloque  | Posición | Club 2014              |
| --- | -------------------- | -------------------- | ------ | ----- | ------- | ------- | -------- | ---------------------- |
| 1   | Lenka Dürr           | 10/12/1990 (34 años) | 1.71 m | 59 kg | 2.80 cm | 2.70 cm | Libero   | Azeryol Baku           |
| 2   | Kathleen Weiß        | 02/02/1984 (41 años) | 1.71 m | 66 kg | 2.90 cm | 2.73 cm | Armadora | VK Prostějov           |
| 3   | Louisa Lippmann      | 23/09/1994 (30 años) | 1.91 m | 78 kg | 3.19 cm | 3.12 cm | Punta    | Dresdner SC            |
| 4   | Maren Brinker        | 10/07/1986 (38 años) | 1.84 m | 68 kg | 3.03 cm | 2.95 cm | Punta    | Promoball Flero        |
| 6   | Jennifer Geerties    | 05/04/1994 (31 años) | 1.84 m | 58 kg | 2.98 cm | 2.88 cm | Punta    | Schweriner SC          |
| 7   | Jennifer Pettke      | 29/05/1989 (36 años) | 1.87 m | 71 kg | 3.02 cm | 2.90 cm | Central  | VBC Wiesbaden          |
| 9   | Stefanie Karg        | 22/10/1986 (38 años) | 1.89 m | 74 kg | 3.14 cm | 2.99 cm | Central  | VK Prostějov           |
| 11  | Christiane Fürst     | 29/03/1985 (40 años) | 1.92 m | 76 kg | 3.23 cm | 3.07 cm | Central  | Eczacıbaşı Istanbul    |
| 13  | Heike Beier          | 9/12/1983 (41 años)  | 1.84 m | 73 kg | 3.05 cm | 2.93 cm | Punta    | BKS Bielsko-Biała      |
| 14  | Margareta Kozuch (C) | 30/10/1986 (38 años) | 1.87 m | 70 kg | 3.09 cm | 2.97 cm | Opuesta  | Nordmeccanica Piacenza |
| 15  | Lisa Thomsen         | 20/08/1985 (39 años) | 1.72 m | 68 kg | 2.90 cm | 2.85 cm | Libero   | Lokomotiv Baku         |
| 18  | Wiebke Silge         | 16/07/1996 (28 años) | 1.90 m | 75 kg | 3.02 cm | 2.91 cm | Central  | USC Münster            |
| 19  | Laura Weihenmaier    | 4/04/1991 (34 años)  | 1.80 m | 70 kg | 2.97 cm | 2.86 cm | Opuesta  | Schweriner SC          |
| 20  | Mareen Apitz         | 29/03/1987 (38 años) | 1.83 m | 73 kg | 2.95 cm | 2.84 cm | Armadora | RC Cannes              |

## Escuadras
- Juegos Olímpicos 2000 — 6° lugar

- Christina Benecke, Beatrice Dömeland, Judith Flemig, Angelina Grün, Tanja Hart, Susanne Lahme, Hanka Pachale, Anja-Nadin Pietrek, Sylvia Roll, Christina Schultz, Judith Sylvester y Kerstin Tzscherlich.
  - Entrenador:  Lee Hee-Wan.

- Grand Prix 2001 — 8° puesto

- Beatrice Dömeland, Kathy Radzuweit, Sylvia Roll, Ulrike Jurk, Christina Benecke, Anja-Nadin Pietrek, Jana Müller, Anja Krause, Angelina Grün, Judith Sylvester, Birgit Thumm y Andrea Berg.
  - Entrenador:  Lee Hee-Wan.

- Campeonato Europeo 2001 — 9° puesto

- Hanka Pachale, Beatrice Dömeland, Tanja Hart, Sylvia Roll, Ina Mäser, Ulrike Jurk, Christina Benecke, Kathy Radzuweit, Angelina Grün, Judith Sylvester, Birgit Thumm y Andrea Berg.
  - Entrenador:  Lee Hee-Wan.

- Grand Prix 2002 —  Medalla de Bronce

- Beatrice Dömeland, Kerstin Tzscherlich, Sylvia Roll, Julia Schlecht, Jana Müller, Olessia Koulakova, Atika Bouagaa, Kathy Radzuweit, Angelina Grün, Judith Sylvester, Birgit Thumm y Verena Veh.
  - Entrenador:  Lee Hee-Wan.

- Campeonato Mundial 2002 — 10° lugar

- Beatrice Dömeland, Tanja Hart, Kerstin Tzscherlich, Sylvia Roll, Jana Müller, Atika Bouagaa, Olessia Koulakova, Kathy Radzuweit, Angelina Grün, Judith Sylvester, Birgit Thumm y Verena Veh.
  - Entrenador:  Lee Hee-Wan.

- Grand Prix 2003 — 7° puesto

- Kathleen Weiß, Tanja Hart, Julia Schlecht, Katja Wühler, Cornelia Dumler, Christina Benecke, Anika Schulz, Olessia Koulakova, Atika Bouagaa, Kathy Radzuweit, Angelina Grün y Judith Sylvester.
  - Entrenador:  Lee Hee-Wan.

- Campeonato Europeo 2003 —  Medalla de Bronce

- Christina Benecke, Atika Bouagaa, Cornelia Dumler, Christiane Fürst, Tanja Hart, Angelina Grün, Olessia Koulakova, Kathy Radzuweit, Julia Schlecht, Anika Schulz, Judith Sylvester y Kerstin Tzscherlich.
  - Entrenador:  Lee Hee-Wan.

- Grand Prix 2004 — 6° puesto

- Tanja Hart, Kerstin Tzscherlich, Julia Schlecht, Cornelia Dumler, Christina Benecke, Tina Gollan, Olessia Koulakova, Atika Bouagaa, Kathy Radzuweit, Angelina Grün, Judith Sylvester y Birgit Thumm.
  - Entrenador:  Lee Hee-Wan.

- Juegos Olímpicos 2004 — 9° lugar

- Tanja Hart, Kerstin Tzscherlich, Julia Schlecht, Cornelia Dumler, Christina Benecke, Christiane Fürst, Olessia Koulakova, Atika Bouagaa, Kathy Radzuweit, Angelina Grün, Judith Sylvester y Birgit Thumm.
  - Entrenador:  Lee Hee-Wan.

- Grand Prix 2005 — 10° puesto

- Andrea Berg, Kathleen Weiß, Nadja Jensewski, Kerstin Tzscherlich, Julia Schlecht, Cornelia Dumler, Anne Matthes, Christiane Fürst, Lena Möllers, Margareta Kozuch, Dominice Steffen y Corina Ssuschke-Voigt.
  - Entrenador:  Lee Hee-Wan.

- Campeonato Europeo 2005 — 11° puesto

- Andrea Berg, Nadja Jensewski, Kerstin Tzscherlich, Dominice Steffen, Julia Schlecht, Christin Guhr, Cornelia Dumler, Christiane Fürst, Olessia Koulakova, Kathy Radzuweit, Birgit Thumm y Angelina Grün.
  - Entrenador:  Lee Hee-Wan.

- Campeonato Mundial 2006 — 11° lugar

- Atika Bouagaa, Kathleen Weiß, Tanja Hart, Kerstin Tzscherlich, Christina Benecke, Cornelia Dumler, Christiane Fürst, Cathrin Schlüter, Angelina Grün, Margareta Kozuch, Birgit Thumm y Corina Ssuschke-Voigt.
  - Entrenador:  Giovanni Guidetti.

- Campeonato Europeo 2007 — 6° puesto

- Maren Brinker, Kathleen Weiß, Kerstin Tzscherlich, Heike Beier, Cornelia Dumler, Mareen Apitz, Christiane Fürst, Atika Bouagaa, Kathy Radzuweit, Angelina Grün, Margareta Kozuch y Corina Ssuschke-Voigt.
  - Entrenador:  Giovanni Guidetti.

- Grand Prix 2008 — 7° puesto

- Maren Brinker, Denise Hanke, Kerstin Tzscherlich, Berit Kauffeldt, Saskia Hippe, Cornelia Dumler, Anne Matthes, Christiane Fürst, Lena Möllers, Margareta Kozuch, Dominice Steffen y Corina Ssuschke-Voigt.
  - Entrenador:  Giovanni Guidetti.

- Grand Prix 2009 —  Medalla de Bronce

- Kathleen Weiß, Denise Hanke, Kerstin Tzscherlich, Heike Beier, Berit Kauffeldt, Anne Matthes, Christiane Fürst, Sarah Petrausch, Sabrina Roß, Maren Brinker, Margareta Kozuch y Corina Ssuschke-Voigt.
  - Entrenador:  Giovanni Guidetti.

- Campeonato Europeo 2009 — 4° puesto

- Kathleen Weiß, Kerstin Tzscherlich, Lisa Thomsen, Kathy Radzuweit, Heike Beier, Anne Matthes, Christiane Fürst, Lena Möllers, Sarah Petrausch, Maren Brinker, Margareta Kozuch y Corina Ssuschke-Voigt.
  - Entrenador:  Giovanni Guidetti.

- Grand Prix 2010 — 8° Lugar

- Kathleen Weiß, Denise Hanke, Kerstin Tzscherlich, Saskia Hippe, Corina Ssuschke-Voigt, Anne Matthes, Heike Beier, Margareta Kozuch, Maren Brinker, Anja Brandt, Nadja Schaus y Tatjana Zautys.
  - Entrenador:  Giovanni Guidetti.

- Campeonato Mundial 2010 — 7° lugar

- Lenka Dürr, Kathleen Weiß, Denise Hanke, Kerstin Tzscherlich, Saskia Hippe, Kathy Radzuweit, Corina Ssuschke-Voigt, Anne Matthes, Christiane Fürst, Heike Beier, Margareta Kozuch, Maren Brinker, Lisa Thomsen y Nadja Schaus.
  - Entrenador:  Giovanni Guidetti.

- Grand Prix 2011 — 13° Lugar

- Lenka Dürr, Kathleen Weiß, Kerstin Tzscherlich, Kathy Radzuweit, Corina Ssuschke-Voigt, Anne Matthes, Christiane Fürst, Heike Beier, Saskia Hippe, Margareta Kozuch, Maren Brinker, Nadja Schaus, Regina Burchardt y Mareen Apitz.
  - Entrenador:  Giovanni Guidetti.

- Campeonato Europeo 2011 —  Medalla de Plata

- Kathleen Weiß, Kerstin Tzscherlich, Angelina Grün, Berit Kauffeldt, Corina Ssuschke-Voigt, Anne Matthes, Christiane Fürst, Saskia Hippe, Margareta Kozuch, Maren Brinker, Lisa Thomsen y Mareen Apitz.
  - Entrenador:  Giovanni Guidetti.

- Copa Mundial 2011 — 6° puesto

- Lenka Dürr, Kathleen Weiß, Kerstin Tzscherlich, Angelina Grün, Berit Kauffeldt, Corina Ssuschke-Voigt, Anne Matthes, Christiane Fürst, Saskia Hippe, Margareta Kozuch, Maren Brinker, Lisa Thomsen, Regina Burchardt y Mareen Apitz.
  - Entrenador:  Giovanni Guidetti.

- Grand Prix 2012 — 7° Lugar

- Lenka Dürr, Denise Hanke, Berit Kauffeldt, Corina Ssuschke-Voigt, Anne Matthes, Christiane Fürst, Heike Beier, Margareta Kozuch, Maren Brinker, Lena Möllers, Nadja Schaus, Regina Burchardt.
  - Entrenador:  Giovanni Guidetti.

- Grand Prix 2013 — 11° Lugar

- Lenka Dürr, Kathleen Weiß, Denise Hanke, Maren Brinker, Anja Brandt, Berit Kauffeldt, Corina Ssuschke-Voigt, Christiane Fürst, Heike Beier, Saskia Hippe, Margareta Kozuch, Lisa Thomsen, Jennifer Geerties y Lisa Izquierdo.
  - Entrenador:  Giovanni Guidetti.

- Campeonato Europeo 2013 —  Medalla de Plata

- Lenka Dürr, Kathleen Weiß, Denise Hanke, Maren Brinker, Anja Brandt, Jennifer Geerties, Corina Ssuschke-Voigt, Christiane Fürst, Heike Beier, Saskia Hippe, Margareta Kozuch y Lisa Thomsen.
  - Entrenador:  Giovanni Guidetti.

- Grand Prix 2014 — 10° Lugar

- Lenka Dürr, Kathleen Weiß, Louisa Lippmann, Maren Brinker, Jennifer Geerties, Stefanie Karg, Christiane Fürst, Heike Beier, Jennifer Pettke, Margareta Kozuch, Lisa Thomsen, Wiebke Silge, Laura Weihenmaier y Mareen Apitz.
  - Entrenador:  Giovanni Guidetti.

- Campeonato Mundial 2014 — 9° lugar

- Lenka Dürr, Kathleen Weiß, Louisa Lippmann, Maren Brinker, Jennifer Geerties, Jennifer Pettke, Stefanie Karg, Christiane Fürst, Heike Beier, Margareta Kozuch, Lisa Thomsen, Wiebke Silge, Laura Weihenmaier y Mareen Apitz.
  - Entrenador:  Giovanni Guidetti.

## Divisiones inferiores deAlemania

### Selección sub-23
| Competición               |   |   |   | Total |
| ------------------------- | - | - | - | ----- |
| Campeonato Mundial Sub-23 | 0 | 0 | 0 | 0     |
| Total                     | 0 | 0 | 0 | 0     |

### Selección Sub-20
| Competición               |   |   |   | Total |
| ------------------------- | - | - | - | ----- |
| Campeonato Mundial Sub-20 | 1 | 0 | 0 | 1     |
| Campeonato Europeo Sub-20 | 0 | 4 | 3 | 7     |
| Juegos de la Juventud     | 0 | 0 | 0 | 0     |
| Total                     | 1 | 4 | 3 | 8     |

### Selección Sub-18
| Competición               |   |   |   | Total |
| ------------------------- | - | - | - | ----- |
| Campeonato Mundial Sub-18 | 0 | 0 | 0 | 0     |
| Campeonato Europeo Sub-18 | 1 | 0 | 0 | 1     |
| Total                     | 1 | 0 | 0 | 1     |